# Mindhunters
Mindhunters is een Amerikaanse thriller uit 2004, geregisseerd door Renny Harlin. Het vertelt het verhaal van zeven FBI-studenten die op een afgelegen eiland worden gedropt, alwaar ze onderzoek naar een seriemoordenaar moeten doen.
De film werd bijna volledig opgenomen in Nederland. Enkele bekende locaties hiervan zijn Amsterdam, de Haagse Hogeschool, Buitenplaats Ockenburgh, locatie Ossendrecht van de Politieacademie, Delft, Radio Kootwijk en Zandvoort. Om de kosten te drukken werd de productie in een later stadium verplaatst naar Engeland.
Acteurs Antonie Kamerling en Daniël Boissevain hebben een figurantenrol in deze film.

## Rolverdeling
- LL Cool J als Gabe Jensen
- Jonny Lee Miller als Lucas Harper
- Kathryn Morris als Sara Moore
- Patricia Velásquez als Nicole Willis
- Clifton Collins jr. als Vince Sherman
- Eion Bailey als Bobby Whitman
- Will Kemp als Rafe Perry
- Val Kilmer als Jake Harris
- Christian Slater als J.D. Reston